# گردان کیچاه
گردان کیچاه (به لاتین: Gardan Kichah) یک منطقهٔ مسکونی در افغانستان است که در ولایت بامیان واقع شده‌است.